# Cayo Cacio Clemente
Cayo o Gayo Cacio Clemente (en latín: Gaius Catius Clemens) fue un oficial militar romano y senador que vivió a finales del siglo II y principios del siglo III, y fue nombrado cónsul sufecto cerca del año 233.

## Familia
Cacio Clemente fue un miembro de la gens Cacia del siglo III y se ha especulado que podría haber sido el hijo o el nieto de Publio Cacio Sabino (cónsul II en 216). Cacio Clemente pudo haber sido el hermano de Sexto Cacio Clementino Prisciliano, cónsul en 230, y de Lucio Cacio Céler, cónsul sufecto c. 234.

## Carrera política
Se desconocen los datos del principio de la carrera de Cacio Clemente. Fue nombrado cónsul sufecto en algún momento anterior a 238, seguramente sobre 233. Durante esta época, entre 236 y 238, fue nombrado probablemente Legatus Augusti pro praetore de la provincia de Capadocia.